# Periadriatika
Als Periadriatika (auch lat. Periadriatica) werden Tiefengesteine bezeichnet, die im Bereich der Periadriatischen Naht zwischen die Gesteinsformationen der Südalpen emporgestiegen sind.
Diese periadriatischen Intrusiva sind vor allem Granite und Tonalite. Man unterscheidet eine ältere (vor- bzw. altalpidische) Phase der Intrusionen und eine jüngere, die im Zusammenhang mit der Alpenbildung steht.
Größere Formationen sind u. a. in der Adamello- und Presanella-Gruppe, ferner in den Sarntaler Alpen, am Südrande der Zillertaler Alpen und der Hohen Tauern (Rieserfernergruppe) und der Kreuzeckgruppe festzustellen. Dem Kontakt mit den plutonischen Vergängen wird auch die Aufschmelzung und Metamorphose mancher älterer Kristallin-Gesteine zugeschrieben, zum Beispiel im Gailtal und am Südrand der Hohen Tauern.

## Beispiele
Folgende Intrusivkörper sind entlang der Periadriatischen Naht oder in ihrer unmittelbaren Nähe aufgedrungen (von Ost nach West):
- Pohorje-Pluton (Bachergebirge) in Slowenien
- Karawanken-Tonalitpluton in Österreich (Kärnten) und in Slowenien
- Rieserferner-Pluton (Plutone delle Vedrette di Ries) in Italien (Südtirol)
- Zinsnock-Pluton (Plutone della Cima di Vila) in Italien (Südtirol)
- Monte-Alto-Pluton (Altenberg) in Italien (Südtirol)
- Rensen-Pluton in Italien (Südtirol)
- Adamello-Pluton in Italien
- Bregaglia-Pluton (Bergell) in Italien
- Novate-Pluton in Italien
- Valle-del-Cervo-Pluton in Italien
- Miagliano-Pluton in Italien
- Traversella-Pluton in Italien